# Linia kolejowa nr 253
Linia kolejowa nr 253 – pierwszorzędna, jednotorowa, w większości zelektryfikowana linia kolejowa, łącząca stację Gdańsk Rębiechowo z rozjazdem 1 na stacji Gdańsk Osowa znajdującym się nieopodal przystanku Rębiechowo. W latach 2021–2023 trwała elektryfikacja linii wraz z sąsiednią linią kolejową nr 248.

## Historia
Linia została wybudowana w latach 2013–2015 przez konsorcjum przedsiębiorstw Budimex i Ferrovial na zlecenie spółki Pomorska Kolej Metropolitalna, która jest jednym z zarządców tej linii. Ruch pociągów pasażerskich rozpoczęto 1 października 2015, a ich operatorem od grudnia 2022 jest spółka Polregio. Pierwotnie linia służyła głównie obsłudze połączeń na trasie Kartuzy – Gdańsk Główny. Od 11 grudnia 2016 na linii prowadzi się również ruch pociągów w relacji Kościerzyna – Gdańsk Wrzeszcz – Gdynia Główna.
30 kwietnia 2021 spółka Pomorska Kolej Metropolitalna podpisała ze spółką Torpol umowę na elektryfikację linii nr 248 i 253. Prace te zakończyły się w 2023.

## Charakterystyka techniczna
Odcinek linii pod zarządem PKM jest klasy C2, maksymalny nacisk osi wynosi 205 kN dla lokomotyw oraz 190 kN wagonów, a maksymalny nacisk liniowy wynosi 63 kN (na 1 metr bieżący toru). Odcinek linii pod zarządem PKP PLK jest klasy D3, maksymalny nacisk osi wynosi 221 kN dla lokomotyw oraz wagonów, a maksymalny nacisk liniowy wynosi 71 kN. Linia wyposażona jest w elektromagnesy samoczynnego hamowania pociągów.
Linia dostosowana jest, w zależności od odcinka, do prędkości do 100 km/h, a jej prędkość konstrukcyjna wynosi 140 km/h. Obowiązują następujące prędkości maksymalne dla pociągów:
| kilometraż | kilometraż | pociągi pasażerskie                         | autobusy szynowe i EZT                      | pociągi towarowe                            |
| od         | do         | Tor nieparzysty (kierunek: Gdańsk Osowa R1) | Tor nieparzysty (kierunek: Gdańsk Osowa R1) | Tor nieparzysty (kierunek: Gdańsk Osowa R1) |
| 0,000      | 1,356      | 100                                         | 100                                         | 80                                          |
| 1,356      | 1,421      | 100                                         | 100                                         | 80                                          |

## Ruch pociągów
Linia jest eksploatowana, od grudnia 2022, przez pociągi regionalne Polregio.
| Linia | Przewoźnik     | Trasa                                                                          |
| S6    | SKM Trójmiasto | Gdynia Główna – Sopot – Gdańsk Wrzeszcz – Gdańsk Port Lotniczy ✈ – Kościerzyna |
| S8    | SKM Trójmiasto | Gdynia Główna – Gdańsk Wrzeszcz – Gdańsk Port Lotniczy ✈ – Kartuzy/Kościerzyna |
| S9    | SKM Trójmiasto | Gdynia Główna – Gdańsk Wrzeszcz – Gdańsk Port Lotniczy ✈ – Kartuzy             |
| REGIO | Polregio       | Gdynia Główna – Gdańsk Wrzeszcz – Gdańsk Port Lotniczy ✈ – Kartuzy/Kościerzyna |